# Episodi di Tightrope (serie televisiva 1959)
La prima e unica stagione della serie televisiva Tightrope è andata in onda negli Stati Uniti dall'8 settembre 1959 al 31 maggio 1960 sulla CBS.
| nº | Titolo originale          | Prima TV USA      |
| -- | ------------------------- | ----------------- |
| 1  | Getaway Day               | 8 settembre 1959  |
| 2  | The Casino                | 15 settembre 1959 |
| 3  | The Frame                 | 22 settembre 1959 |
| 4  | Stand on Velvet           | 29 settembre 1959 |
| 5  | The Cracking Point        | 6 ottobre 1959    |
| 6  | Thousand Dollar Bill      | 13 ottobre 1959   |
| 7  | Music and Mink            | 20 ottobre 1959   |
| 8  | Man in the Middle         | 3 novembre 1959   |
| 9  | The Patsy                 | 10 novembre 1959  |
| 10 | The Money Fight           | 17 novembre 1959  |
| 11 | Black Tie Kill            | 24 novembre 1959  |
| 12 | The Perfect Circle        | 1º dicembre 1959  |
| 13 | The Lady                  | 8 dicembre 1959   |
| 14 | Cold Kill                 | 15 dicembre 1959  |
| 15 | The Neon Wheel            | 22 dicembre 1959  |
| 16 | Two Private Eyes          | 29 dicembre 1959  |
| 17 | Night of the Gun          | 5 gennaio 1960    |
| 18 | Broken Rope               | 12 gennaio 1960   |
| 19 | Cold Ice                  | 19 gennaio 1960   |
| 20 | Appointment in Jericho    | 26 gennaio 1960   |
| 21 | Three to Make Ready       | 2 febbraio 1960   |
| 22 | The Model and the Mobster | 9 febbraio 1960   |
| 23 | The Long Odds             | 16 febbraio 1960  |
| 24 | The Brave Pigeon          | 23 febbraio 1960  |
| 25 | First Time Out            | 1º marzo 1960     |
| 26 | Park Avenue Story         | 8 marzo 1960      |
| 27 | Big Business              | 15 marzo 1960     |
| 28 | The Chinese Pendant       | 29 marzo 1960     |
| 29 | Achilles and His Heels    | 5 aprile 1960     |
| 30 | The Gangster's Daughter   | 12 aprile 1960    |
| 31 | The Penthouse Story       | 19 aprile 1960    |
| 32 | The Shark                 | 26 aprile 1960    |
| 33 | The Horse Runs High       | 3 maggio 1960     |
| 34 | The Hired Guns            | 10 maggio 1960    |
| 35 | Borderline                | 17 maggio 1960    |
| 36 | A Matter of Money         | 24 maggio 1960    |
| 37 | Bullets and Ballet        | 31 maggio 1960    |

## Getaway Day
- Prima televisiva: 8 settembre 1959
- Diretto da: Russell Rouse
- Scritto da: Russell Rouse, Clarence Greene

### Trama
- Guest star: Emerson Treacy (Joe Wilson), Doreen Lang (Mrs. Wilson), Ed Nelson (Smiley), Fredd Wayne (Danny), Robert Bailey (Frenchie Malloy), James Anderson (Blaster), Sandy Warner (Cleo), John Bryant (tenente Jackson), Nelson Leigh (capitano Holgarth), Ann McCrea (Lucille)

## The Casino
- Prima televisiva: 15 settembre 1959

### Trama
- Guest star: Logan Field (tenente Tilden), John Cliff (capitano Fallon), Robert Bice (Ben Darius), Barbara Darrow (Lois), Marilyn Lovell (Audrey), Dennis Cross (Garvey), Alan Reed (Barney Chamalis)

## The Frame
- Prima televisiva: 22 settembre 1959
- Diretto da: Abner Biberman
- Scritto da: Robert Bloomfield

### Trama
- Guest star: Joan Tabor (Vanessa), Walter Coy (Grauman), L. Q. Jones (Earl Bell), David Morick (Frank Keller), Tom McBride (tenente Haley), Rhoda Williams (Dora Keller), John Marley (Arthur Marco)

## Stand on Velvet
- Prima televisiva: 29 settembre 1959
- Diretto da: Abner Biberman
- Scritto da: Stirling Silliphant

### Trama
- Guest star: Robert Osterloh (Packy), Herman Rudin (Turk), Ruth Lee (Laura), Jack Lambert (William Kane), James Chandler (tenente Griswold), Bill Quinn (capitano Qualen), Robert Carricart (Harrison), Karl Swenson (Brahn)

## The Cracking Point
- Prima televisiva: 6 ottobre 1959

### Trama
- Guest star: Andrea King (Martha), William Tannen (Frank), Simon Oakland (Bill Mitchell), John Qualen (Lucas), S. John Launer (Kennedy), Alan Baxter (Smith), Richard Jaeckel (Cruncher)

## Thousand Dollar Bill
- Prima televisiva: 13 ottobre 1959
- Diretto da: Abner Biberman
- Scritto da: Al C. Ward

### Trama
- Guest star: Bek Nelson (Judy), Dabbs Greer (Skeet), Bert Freed (Dutch Reese), George Mitchell (tenente Craig), Stephen Chase (Chief Weldon), Keith Richards (Jesler), Arthur Hanson (Clovis), Raymond Bailey (Commissioner Dom), Suzanne Lloyd (Laura)

## Music and Mink
- Prima televisiva: 20 ottobre 1959

### Trama
- Guest star: Stewart Bradley (Gaxton), Carol Kelly (cameriera), Murvyn Vye (Arnie)

## Man in the Middle
- Prima televisiva: 3 novembre 1959
- Diretto da: Abner Biberman
- Scritto da: Frederic Brady

### Trama
- Guest star: Ned Weaver (capitano Jackson), Alan Dexter (tenente Wilson), Marc Lawrence (Frankie Farrell), Barbara Lang (Madge), Len Lesser (Hood), John Indrisano (Larry), Bruno VeSota (Sam), Ray Walker (Steve), David Tomack (Chip Rankin), Gerald Mohr (Mike Conover)

## The Patsy
- Prima televisiva: 10 novembre 1959
- Diretto da: Abner Biberman
- Scritto da: Berne Giler

### Trama
- Guest star: James Westerfield (Healy), Vaughn Taylor (vecchio), Ted de Corsia (Charlie Miller)

## The Money Fight
- Prima televisiva: 17 novembre 1959

### Trama
- Guest star: Tom Conway (Nagle), Jesse White (Mike Davis), Madlyn Rhue (Judy), Paul Burke (Buddy Brannen)

## Black Tie Kill
- Prima televisiva: 24 novembre 1959

### Trama
- Guest star: Anne Barton (Pat Collins), Ned Glass (Sam), Louis Jean Heydt (Dan Murton), Dan Barton (Jim Collins), John Larch (Al Metaxis), Herb Vigran (Phil), Joe Turkel (Pinky), Nestor Paiva (Frank Dundee)

## The Perfect Circle
- Prima televisiva: 1º dicembre 1959

### Trama
- Guest star: Jane Nigh (Zee), Mike Road (Howard), Dennis Patrick (Barney McCready), Howard Ledig (Woody Keene), Rico Alaniz (detective), Jack Hogan (Slade)

## The Lady
- Prima televisiva: 8 dicembre 1959

### Trama
- Guest star: Russ Conway (tenente Billings), Gene Roth (capitano Rogers), George Macready (Latham Grant), June Vincent (Rena Myerson), Patricia Medina (Laura Crane)

## Cold Kill
- Prima televisiva: 15 dicembre 1959

### Trama
- Guest star: Frank Puglia (Gino Angelico), Stacy Harris (Lee Troy), John Abbott (Gideon), Whitney Blake (Mrs. Belden)

## The Neon Wheel
- Prima televisiva: 22 dicembre 1959

### Trama
- Guest star: Nancy Hadley (Lucille), Al Hodge (Benson), Barbara Lawrence (Ann), Kent Taylor (Harry Brockton)

## Two Private Eyes
- Prima televisiva: 29 dicembre 1959
- Diretto da: Don Taylor
- Scritto da: Frederic Brady

### Trama
- Guest star: King Calder (capitano Farmer), Peggy Knudsen (Helen Stevens), Patric Knowles (dottor Stevens), Joe Maross (Sam Keely), Frank London (Harold), Brett King (tenente Stokes), Asa Maynor (Blanche), Sandy Kenyon (Jeff Stewart)

## Night of the Gun
- Prima televisiva: 5 gennaio 1960
- Diretto da: Paul Wendkos
- Scritto da: Frederic Brady

### Trama
- Guest star: Lewis Charles (Jimmy Farrow), Barbara English (Sheila), Paul Langton (tenente Harkness), Steve Mitchell (Phil), Mike Kellin (Larry Maddox), Whit Bissell (David Johnson)

## Broken Rope
- Prima televisiva: 12 gennaio 1960
- Diretto da: Irving J. Moore
- Scritto da: Frederic Brady

### Trama
- Guest star: Brad Dexter (Harvey Stone), Madge Blake (Mrs. Williams), Jack Elam (Tim Rennick), Ken Lynch (Red Bentley), Ralph Moody (Williams), Helene Stanley (Florry), Regis Toomey (Sam)

## Cold Ice
- Prima televisiva: 19 gennaio 1960

### Trama
- Guest star: Celia Lovsky (Bella Kovacs), Vladimir Sokoloff (Emile Kovacs)

## Appointment in Jericho
- Prima televisiva: 26 gennaio 1960

### Trama
- Guest star: Kem Dibbs (Eddie O'Shea), Thomas Browne Henry (ispettore), Donald Woods (Paul Keel), Jack Albertson (Larry), Jack Kruschen (Capitaz), Jean Byron (Martha Keel)

## Three to Make Ready
- Prima televisiva: 2 febbraio 1960
- Diretto da: Irving J. Moore

### Trama
- Guest star: Leigh Snowden (Candy), Carleton Young (capitano Thorne), Claire Kelly (Linda Costain), Johnny Morgan (Tony Mayo), Jerome Cowan (Frank Teel)

## The Model and the Mobster
- Prima televisiva: 9 febbraio 1960

### Trama
- Guest star: Jean Ingram (June Carstairs), John Dennis (Tony Franklin), Willis Bouchey (Roger Mapes), Olan Soule (Max), Bruce Gordon (Sid Zero)

## The Long Odds
- Prima televisiva: 16 febbraio 1960
- Diretto da: Oscar Rudolph
- Scritto da: Frederic Brady

### Trama
- Guest star: Dan Seymour (Fats Farber), Kathleen Hughes (Susan), Mike Mazurki (Jim Raskin), Wally Cassell (Angie Mitchell), Dorothy Morris (Mrs. Williams), Stuart Randall (capitano Stevens), Elisha Cook, Jr. (Sam Parker)

## The Brave Pigeon
- Prima televisiva: 23 febbraio 1960
- Diretto da: Irving J. Moore
- Scritto da: Steven Ritch

### Trama
- Guest star: Margaret Field (Louise Anderson), Paul Birch (capitano Martin), Douglas Fowley (Max Romney), James Lydon (Paul Anderson), Don Gazzaniga (Joe Holly), Howard McLeod (tenente Edwards), Denise Darcel (Terri)

## First Time Out
- Prima televisiva: 1º marzo 1960
- Diretto da: Oscar Rudolph
- Scritto da: Bill S. Ballinger

### Trama
- Guest star: Ron Hagerthy (Frank), Gil Frye (Calhoun), Kaye Elhardt (Betty), Robert H. Harris (Pierre Renay), Al Hodge (capitano Blair), Richard Karlan (Cy), Paul Dubov (Max)

## Park Avenue Story
- Prima televisiva: 8 marzo 1960

### Trama
- Guest star: Joe Brown (Jimmy), Ray Daley (Freddie Lassiter), Beverly Tyler (Valerie Harper), Eduardo Ciannelli (Caesar Augustine)

## Big Business
- Prima televisiva: 15 marzo 1960

### Trama
- Guest star: Lois Rayman (Francie), Stanley Clements (Frank), George Tobias (Marty Pandora), Jan Arvan (Simpson), George Pickard (tenente Miller), Art Baker (Faulkner), George Baxter (capitano Graham), Leo Gordon (Charlie Carson)

## The Chinese Pendant
- Prima televisiva: 29 marzo 1960

### Trama
- Guest star: Lisa Lu (Mei Ling), Mary Castle (Marianne), Philip Ahn (Quon Lee), Saba Dareaux (Francie), Ted de Corsia (Ben Verlaine)

## Achilles and His Heels
- Prima televisiva: 5 aprile 1960

### Trama
- Guest star: Harry Bellaver (Joe Achilles), Eddie Ryder (Jimmy Barnes), Rebecca Welles (Margo), Billy Curtis (Mascot)

## The Gangster's Daughter
- Prima televisiva: 12 aprile 1960
- Diretto da: Irving J. Moore
- Scritto da: Kitty Buhler

### Trama
- Guest star: Barton MacLane (Vince Baron), Emile Meyer (capitano Edwards), Joe De Santis (Leo Madden), Donald Buka (Johnny Revsky), Robert Kino (Makino), Leslie Parrish (Theresa)

## The Penthouse Story
- Prima televisiva: 19 aprile 1960

### Trama
- Guest star: Ellen Corby (Hazel), Charles Wagenheim (Roy), Dolores Donlon (Ann), Neil Hamilton (Purcell), Myron Healey (Al Cummings)

## The Shark
- Prima televisiva: 26 aprile 1960

### Trama
- Guest star: Stanley Adams (Billy), Jesse White (Pete Granger), Theodore Marcuse (Kendricks)

## The Horse Runs High
- Prima televisiva: 3 maggio 1960
- Diretto da: Oscar Rudolph
- Scritto da: Steven Ritch

### Trama
- Guest star: Joe LoPresti, Frank Wilcox, James Bell (John Homart), Frank Gerstle (Charlie), Robert Lowery (Buck Leslie), Karen Steele (Maria Braden)

## The Hired Guns
- Prima televisiva: 10 maggio 1960

### Trama
- Guest star: Barry Atwater (Roy Evans), John Kellogg (Rip Crowder), Berry Kroeger (Murray Harrison)

## Borderline
- Prima televisiva: 17 maggio 1960
- Diretto da: Irving J. Moore
- Scritto da: Al C. Ward

### Trama
- Guest star: Henry Corden (Carlos), Marshall Reed (Atkins), Reed Hadley (Raymond Braddock), Anthony Caruso (Larry Mason), Paula Raymond (Mona Crandall)

## A Matter of Money
- Prima televisiva: 24 maggio 1960

### Trama
- Guest star: Ron Soble (Jack), Diane Hartman (insegnante), Ross Elliott (Charlie), Robert Christopher (Harry), Steve Brodie (Steve Taylor), Tom McKee (tenente Marley), Stuart Randell (capitano Clark), Connie Hines (Terry)

## Bullets and Ballet
- Prima televisiva: 31 maggio 1960
- Diretto da: Allen H. Miner
- Scritto da: Steven Ritch

### Trama
- Guest star: Cindy Robbins (Felice), Terence de Marney (Thomas), John Beradino (Danny Savoy), Doris Singleton (Lily), Shepherd Sanders (Rogers), Jeno Mate (Crown)